# Операция «Морварид»
Операция «Морварид» (перс. عملیات مروارید‎ — «Операция Жемчужина») — ударная операция, проведённая иранским флотом и военно-воздушными силами против побережья Ирака 28 ноября 1980 года, во время ирано-иракской войны. Удар был нанесён в ответ на развёртывание Ираком передовых постов наблюдения и радарных станций на нефтяных платформах в заливе. Операция завершилась убедительной победой иранских сил, и тяжелыми потерями для Ирака.

## Операция

### Предварительный удар
28 ноября 1980 года, иранская авиация нанесла мощный удар по иракским аэродромам вокруг Басры. В налёте принимали участие истребители F-5 «Тайгер» и истребители-бомбардировщики F-4 «Фантом II». Налет завершился ограниченным успехом, летные полосы получили повреждения, всего один истребитель Миг-21 был уничтожен на земле. Эта операция ослабила воздушное присутствие Ирака над восточной частью Персидского Залива и облегчила оперирование военно-морских сил.
В ночь с 28 на 29 ноября, шесть кораблей иранского флота, соединённые в оперативную группу 421, скрытно приблизились к иракскому побережью и при поддержке палубных и базовых вертолётов, высадили отряды коммандос у принадлежавших Ираку нефтяных терминалов Мина-эль-Бакр и Кор-аль-Амия. Атака была совершенно неожиданной для иракцев. После короткой перестрелки, иранские солдаты подавили сопротивление обороняющихся, и, заложив подрывные заряды — эвакуировались на вертолетах Boeing CH-47 Chinook. Терминалы, и расположенные рядом радарные станции раннего предупреждения, были полностью уничтожены, нанеся тяжелый ущерб нефтяной инфраструктуре Ирака.

### Морское сражение у Аль Фау
В это же время, два крупных иранских корабля — корветы «Пейкан» и «Джошан», класса «La Combattante II», блокировали иракские порты Аль Фау и Умм Каср. Более 60 иностранных судов были заперты в портах, не имея возможности выйти в море. Также, иранские корветы подвергли оба порта артиллерийскому обстрелу, нанеся некоторый урон инфраструктуре.
Иракское командование запоздало с ответом. Только утром 29 ноября, две группы (по четыре) торпедных катеров типа «Большевик» и отряд из пяти ракетных катеров проекта 205 вышли в море для контратаки на иранские корабли у Аль Фау.
Обнаружив противника, обе стороны обменялись ракетными ударами. Иранцы нанесли удар вторыми, в ходе которого ракетным корветом с помощью ПКР RGM-84A «Гарпун» был потоплен один устаревший торпедный катер ВМС Ирака. Экипаж иракского катера вплавь добрался до берега. Остальные иракские катера продолжили атаку на корвет «Пейкан».
Оказавшись под атакой превосходящих сил противника, иранский корвет запросил поддержки военно-воздушных сил. Иранские ВВС ответили на запрос о помощи, выслав два истребителя-бомбардировщика F-4 «Фантом II» с авиабазы Бушир. Однако, к моменту их прибытия, «Пейкан» был уже поражен двумя ракетами П-15 «Термит», и тонул, 32 члена экипажа погибло и пропало без вести, спастись удалось лишь 16. В отместку за гибель корвета, иранские «Фантомы» немедленно атаковали иракское соединение при помощи ракет AGM-65 Maverick, утверждая о якобы нанесённом катастрофическом уроне в составе 6 катеров. В реальности из 6 заявок иранских пилотов о потоплении целей, был уничтожен лишь 1 единственный катер ВМС Ирака, на котором погибли 11 членов экипажа. При этом, один истребитель F-4 «Фантом II» был сбит, а его экипаж погиб.

### Воздушное сражение
Одновременно, ещё четыре истребителя F-4 «Фантом II» с авиабазы Шираз бомбардировали порт Аль Фау, использовав управляемые авиабомбы для уничтожения портовых складов и инфраструктуры. Атаку поддержало звено F-5 «Тайгер», подвергшее бомбардировке позиции ПВО вокруг порта. Иракская противовоздушная оборона действовала неумело и не смогла воспрепятствовать разрушению порта: один иранский истребитель, согласно заявлениям Ирака, был подбит выстрелом ПЗРК, но сумел добраться до базы.
В это время, новые силы иранской авиации — истребители F-5 «Тайгер» и перехватчики F-14 «Томкэт» — прибыли в восточную часть Персидского Залива, прикрывая отступление кораблей флота и поддерживая F-4, наносящие удары по портам и нефтяным вышкам. При этом взлетевший с одной из вышек вертолет «Супер Фрелон», снаряженный ракетами «Экосет» для атаки отступающих иранских кораблей, был атакован ракетами с лазерным наведением и уничтожен в воздухе.
Наконец, на поле боя появилась авиация ВВС Ирака. Два звена истребителей МиГ-23 поднялись с авиабаз и вступили в бой с иранскими самолетами над Мина-эль-Бакр. По некоторым данным иранские F-4 «Фантом II», уже освободившиеся от бомбовой нагрузки, вступили в бой. За несколько минут воздушного сражения, три Миг-23 были предположительно сбиты ценой потери одного «Фантома». Ещё одна четверка Миг-23 попыталась атаковать отступающий на восток корвет «Джошан», но была вынуждена отступить, предположительно потеряв самолет от выстрела ЗРК корвета. Вслед за этим, патрулирующий иранский F-14 «Томкэт» атаковал иракские самолеты, предположительно сбив два из них и заставив оставшегося Миг'а отступить.
По иракским данным в воздушном бою участвовали истребители МиГ-23МС 39-й эскадрильи, и только лишь один из них был сбит огнём истребителя F-4E. Иракский пилот старший лейтенант Махмуд погиб. Фактически, это единственный за всю войну подтверждённый успех истребителей F-4 против истребителей МиГ-23М.
В ходе операции погиб 31 иранский моряк и три пилота — полковник Хассан Мофтакари (сбит МиГ-23), лейтенант Махаммад Руста (сбит МиГ-23) и Ибрагим Шарифи (убит попаданием противокорабельной ракеты П-15).

## Результаты
Операция «Морварид» завершилась, согласно первоначальным иранским заявлениям, несомненным успехом иранских сил и тяжёлым поражением для Ирака, которые однако были опровергнуты позднее.
Менее чем за двенадцать часов, 80 % иракского флота  (включая все ракетные катера, которые участвовали в сражении) заявлялось уничтоженным, нефтяные терминалы Мина-эль-Бакр и Кор-аль-Амия разрушены атакой коммандос, порт Аль Фау блокирован и подвергнут бомбардировке. Согласно современным западным данным иранские заявления были довольно далеко от истины, в частности ВМС Ирака лишилось лишь 3 катеров, из них 2 вооружённых ПКР. Из авиации Ирак потерял один вертолёт Super Frelon и один истребитель МиГ-23МС. Потери живой силы Ирака составили 18 погибших солдат в сражениях по всему фронту. Кроме того были уничтожены радарные системы в Мина-эль-Бакр, что нарушило контроль Ирака над воздушным пространством Персидского Залива.
Потери иранцев согласно западным заявлениям составили один корвет потопленным, один F-4 «Фантом II» сбитым и один F-4 повреждённым, по данным Ирака иран потерял 4 боевых корабля, 3 самолёта и 2 вертолёта. Количество погибших по неполным данным составляло не менее 34, что однако не учитывает убитых иранцев на терминале. По данным Ирака в боях по всему фронту Иран потерял 114 человек погибшими. В целом, операция «Морварид» эффективно завершила первый период ирано-иракской войны.

## Последующие события
Хотя нефтяные терминалы Мина-эль-Бакр и Кор-аль-Амия и получили повреждения в результате иранской атаки, командование ВМС Ирана ещё несколько месяцев обозначало их как главную проблему, мешающую проходу конвоев кораблей. После операции «Морварид» ВМС Ирана постоянно требовало от ВВС Ирана совершать налёты на эти терминалы, что находило недопонимание со стороны лётчиков.